# Buste-reliquaire de saint Rossore
Le Buste-reliquaire de saint Rossore est une œuvre en bronze doré et argenté de  Donatello datant de 1424-1427, et  conservée au Musée national San Matteo de Pise depuis 1949.

## Histoire
Le reliquaire de saint Rossore fut commandé par les moines du couvent d'Ognissanti pour honorer le saint en conservant son crâne, venu de sa décapitation par son martyre en Sardaigne des persécutions de Dioclétien, et qu'ils avaient récupéré en 1422.
La forme adoptée est celle de la représentation en ronde bosse en buste du saint. Elle fut définie par Donatello vers 1424-1427, et fondue par Jacopo degli Stroza  en cinq parties, assemblées ensuite à froid.
Elle resta à Ognissanti jusqu'en 1591, puis fut transférée dans l'Église Santo Stefano dei Cavalieri de Pise. 
Le musée d'art sacré national San Matteo sur le lungarno l'accueillit en  1949.

## Iconographie
La vénération des saints passant par l'admiration des reliques entraînant la dévotion, différents types de reliquaires permettent de conserver un crâne : châsse vitrée pour sainte Catherine de Sienne ; celle des saints Rossore  et Camerino dans la chapelle Dal Pozzo du Camposanto monumentale de Pise ne comporte évidemment pas son crâne. 
Le choix du présent reliquaire se fait suivant le style romain des statues et bustes antiques. Le crâne n'y est visible que par une petite lucarne du socle et la représentation du saint doit apparaître idéalisée : soldat romain, il en arbore les attributs.
Nota Bene
La photographie,  qui représente l'œuvre, date de 1924 (Milano - VI Triennale d'Arte) et porte une auréole non référencée dans la description de la fondation Zeri.

## Description
Sur un socle octogonal à moulures comportant des lucarnes en cristal sur le devant, le saint est représenté en buste, la tête est légèrement penchée en avant arborant moustache et bouc ; il porte les épaulettes et la tunique romaine tenue par une fibule ronde ; on peut voir les éléments de son armure également  au cou.